# Зарембовський Анатолій Григорович
Зарембовський Анатолій Григорович (рос. Анатолий Григорьевич Зарембовский, 1 листопада 1957, с Монастирок, Хмельницька область — 20 січня 2015) — радянський та російський актор театру, художній керівник Молодіжного театру-студії «На Карамышевской».

## Быографыя
Народився 1 листопада 1957 року. З дитинства захоплювався музикою. Коли закінчив вісім класів, в 1971 році поступив до Хмельницького музичного училища. Після служби в армії поїхав до Одеси, де поступив в театр музичної комедії. Далі працював у театрах Чернівців, Полтави та Москви. Там поступив в престижний акторський ВУЗ Росії на факультет «Актор театру і кіно». Працював в Москві в театрі «У Нікітських воріт».
Зіграв десятки ролей на сценах України, Росії та багатьох країн. Знімався зокрема в таких фільмах як: «Марш Турецького», «Салон краси», «Персона нон ґрата», «Моя прекрасна нянька», «Хто в домі господар?» та інші.
В 2003 році організував свій театр, де став художнім керівником.
Помер 20 січня 2015 року.